# وسام الكوكب الأردني
وسام الكوكب الأردني استحدث هذا الوسام في عهد الملك المؤسس عبد الله الأول في 22 يونيو 1949م بموجب نظام الأوسمة رقم (1) لسنة 1947 بمناسبة عيد استقلال الأردن، ويمنح لمن قام بأعمال مميزة وقدم خدمات وطنية أو قومية أو دولية من مدنيين أو عسكريين عرب وأجانب ويقسم الوسام إلى خمس درجات تمنح وفقا لما يلي:
- الوسام من الدرجة الأولى يمنح للأمراء ورؤساء الحكومات والوزراء وأعضاء مجلسي الأعيان والنواب وموظفي الدولة الذين يشغلون الدرجات العليا ولمن هم في رتبتهم وللضباط برتبة لواء فأعلى.
- الوسام من الدرجة الثانية يمنح لموظفي الدولة شاغلي الدرجتين الخاصة والأولى من الفئة الأولى وشاغلي الدرجة الأولى من الفئة الثانية ولمن هم في رتبتهم وللضباط من رتبتي عميد وعقيد.
- الوسام من الدرجة الثالثة يمنح لموظفي الدولة شاغلي الدرجات الثانية والثالثة والرابعة من الفئتين الأولى والثانية ولمن هم في رتبتهم وللضباط من رتبتي مقدم ورائد.
- الوسام من الدرجة الرابعة يمنح لموظفي الدولة شاغلي الدرجات الخامسة والسادسة والسابعة من الفئتين الأولى والثانية ولمن هم في رتبتهم وللضباط من رتبة نقيب وحتى رتبة مرشح.
- الوسام من الدرجة الخامسة يمنح لموظفي الدولة شاغلي الدرجتين الثامنة والتاسعة من الفئة الثانية والفئة الثالثة ولمن هم في رتبتهم وللعسكريين برتبة وكيل أول فما دون.

## مواصفاته
أرضية الوسام بجميع درجاته الخمسة مصنوعة من المعدن المطلي بالفضة والكروم ومنقوشة بخرطة ماسية . أما أرضية الإطار الداخلي فمصنوعة من المعدن المطلي بالذهب عيار 22 الإطار الخارجي منها مطعم بالمينا الأخضر مكتوب عليها من الدرجة الأولى أو الثانية أو الثالثة أو الرابعة أو الخامسة، ويحيطها سبع نجم خماسية الشكل موزعة بالتساوي وبداخلها طبقة عليها الكتابة التالية (عبد الله بن الحسين ) بالمينا الأسود .

## متلقو الوسام الملحوظون

### الوشاح الأكبر

#### الأردنيون
- علي بن الحسين (ضابط سابق)
- فيصل بن الحسين (ضابط سابق)
- غازي بن محمد (ضابط سابق)
- حمزة بن الحسين
- هاشم بن الحسين (ضابط سابق)
- الحسن بن طلال (ضابط سابق)
- محمد بن طلال
- عالية بنت الحسين
- نور بنت عاصم
- أحمد طوقان (رئيس وزراء سابق)
- عامر خماش
- عامر الفايز
- توفيق كريشان
- سمير زيد الرفاعي
- فيصل الفايز
- عبد الله النسور[4]
- خالد طوقان
- بشر الخصاونة
- عبد الله صلاح

#### الأجانب
- مارغريت الثانية (ملكة الدنمارك)
- محمد ضياء الحق (رئيس باكستان السادس)
- محمد ظفر الله خان (سياسي باكستاني وأول وزير خارجية لباكستان)
- بياتريكس (ملكة هولندا سابقا)
- إليزابيث الثانية (ملكة المملكة المتحدة السابقة)
- إدوارد دوق كينت (حفيد الملك جورج الخامس)
- الأميرة أستريد (أميرة النرويج)
- كارل فيليب دوق فارملاند (أبن ملك السويد كارل السادس عشر) [5]
- مادلين (أميرة سويدية وابنة ملك السويد كارل السادس عشر) [6]
- ليليان ديفيز (أميرة سويدية وعارضة أزياء) [6]
- إنفانتا إيلينا (أميرة إسبانية وابنة ملك إسبانيا السابق خوان كارلوس)[7]
- محمد برهان الدين (داعية إسلامي)
- تيمور داغستاني ( ضابط عراقي وسفير سابق)
- محمد إقبال شرفاز (ضابط في الجيش الباكستاني).

### كبار الضباط
- فيصل بن عبد العزيز آل سعود

### ضابط
- عاصم بن نايف
- راشد بن الحسن
- طلال بن محمد

### فارس
- الحسين بن عبد الله الثاني